# Николаева, Александра Тимофеевна
Алекса́ндра Тимофе́евна Никола́ева (30 апреля 1908 — 25 мая 1988) — советский историк, архивист, доктор исторических наук, палеограф, специалист в области дипломатики, палеографии, источниковедения, истории России, доктор исторических наук, профессор кафедры вспомогательных исторических дисциплин МГИАИ.

## Биография

### Ранние годы
Родилась 30 апреля 1908 года в селе Каймары Казанского уезда Казанской губернии в многодетной семье. Отец Тимофей Петрович после революции 1917 года перебрался в Казань, где работал на заводе № 40 им. В. И. Ленина.
В 1925 году Александра окончила Казанскую Советскую школу I и II ступени № 10. После школы А. Т. Николаева поступила в Восточный педагогический институт (ВПИ), созданный в 1922 г. на основе нескольких учебных заведений Казани — Восточной академии, Высшего института народного образования, факультета общественных наук (ФОН) Казанского университета. В институте преподавали Н. Н. Фирсов (1864—1935) — известный специалист в области экономической истории России XVIII в., изучения массовых народных движений, истории Поволжья, исторической биографики; В. И. Анучин (1874—1941) — историк, этнограф, тюрколог, специалист по истории и этнографии Сибири; Г. А. Ильинский (1876—1937) — известный языковед и педагог, член-корреспондент АН СССР; Е. Ф. Будде (1859—1929) — крупный языковед и педагог, член-корреспондент АН СССР; В. А. Богородицкий (1857—1941) — выдающийся языковед и педагог, создатель лаборатории экспериментальной фонетики, член-корреспондент АН СССР; К. И. Сотонин (1893—1944) — философ и психолог; В. Т. Дитякин (1896—1956) — историк-славист, филолог; С. П. Сингалевич (1887—1954) — историк, педагог, ректор ВПИ; М. Г. Худяков (1894—1936) — историк, археолог, этнограф, и многие другие.
А. Т. Николаева училась на литературно-лингвистическом отделении, получила квалификацию педагога по русскому языку и литературе в трудовых школах II ступени и аналогичным им по программе учебных заведениях.
Среди теоретических курсов — психология и биология, стрелковое дело, инженерное (военное) дело, тактика пехоты, военная гигиена и языки — русский, немецкий, татарский. Но значительное место в подготовке все же занимали русский язык и русская литература XIX—XX вв. Александру Тимофеевну всегда отличали четкая, ясная речь (устная и письменная), хорошее знание русской художественной классики и умение наглядно представить суть изучаемого явления. В двадцать с небольшим А. Т. Николаева работала преподавателем русской литературы и языка и завучем в средних школах Спасска и Казани, ФЗУ при заводе им. В. И. Ленина.
В 1931 году она окончила 2-й курс химического отделения Вечернего индустриального техникума при заводе № 40. В 1932—1933 гг. училась в Химико-технологическом институте. Но в 1934 г. её направили на обучение в аспирантуру на кафедру истории СССР Историко-архивного института, потому что «стране нужны именно такие специалисты» (15 мая 1934 г. было принято постановление СНК СССР и ЦК ВКП(б) «О преподавании гражданской истории в школах СССР»).

### Учёба в аспирантуре МГИАИ
В Историко-архивном институте (открыт при ЦАУ СССР в сентябре 1930 г.) занятия с аспирантами начались с середины 1932 года. Аспирантура должна была готовить высококвалифицированные кадры для научно-организационной и научно-исследовательской работы в системе архивных учреждений СССР. Среди отраслей подготовки выделялись «архивно-вспомогательные дисциплины (дипломатика, сфрагистика, палеография и др.)» . А. Т. Николаева попадает во второй прием в аспирантуру «в школу учеников-аспирантов А. Н. Сперанского» (выражение А. Т.), среди которых — Д. С. Бабурин (в 1944—1947 гг. директор ИАИ), В. З. Джинчарадзе, Н. П. Каллистратов, А. В. Чернов.
В аспирантуре приходилось не только заниматься подготовкой письменных работ и сдачей экзаменов. Аспиранты обучались по специальным программам по источниковедению, дипломатике, палеографии, истории государственных учреждений . Занятия вели П. Г. Любомиров, А. Н. Сперанский, их Александра Тимофеевна считала своими учителями, «научившими её работать» . Её аспирантский учебный план включал экзамены по истории СССР (три экзамена по периодам), палеографии и дипломатике, источниковедению, диалектическому и историческому материализму, немецкому языку, два письменных доклада . Они вели практические занятия (А. Т. Николаева — по палеографии и дипломатике), участвовали в заседаниях кафедры, Совета института, подготовке программ, учебно-методических пособий.
Большинство аспирантов, не успевало защищаться в срок. Не успевала защититься и Александра Тимофеевна. В январе 1938 г. кафедра истории СССР заслушивала отчеты руководителей о ходе работ над диссертациями: А. Н. Сперанский отметил, что А. Т. Николаева работает над темой «Дипломатический анализ таможенных уставных грамот Русского государства» по плану, который «установился не сразу и только в ноябре 1937 г.»; изучены все изданные таможенные грамоты, проведены архивные изыскания для выяснения наличности неизданных памятников, «закончен формальный дипломатический анализ памятников» и начато изучение на основе опубликованных и неопубликованных источников общих условий, определявших внутреннюю торговую политику Русского государства в конце XVI — первой половине XVII в. (по 1653 г. — год реформы таможенного обложения).
А. Н. Сперанский просил продлить срок пребывания в аспирантуре на 3-4 месяца: «Причинами, в силу которых работы не были представлены к установленному сроку, были, во-первых, характер тем, посвященных совершенно неразработанным вопросам; во-вторых, необходимость длительных архивных разысканий, не поддающихся точному планированию; в-третьих, случайные причины, разные для отдельных товарищей (болезнь тов. Николаевой…) и, в-четвертых, стремление товарищей к изучению поставленных вопросов в полном объёме…» . В конце 1930-х гг. получить продление срока было делом нелегким, разрешение так и не было полученно.

### Военные годы
В 1938 году А. Т. Николаева переходит на работу в Центральный архив Октябрьской революции, затем старшим научным сотрудником партархива Института Маркса — Энгельса — Ленина при ЦК ВКП(б). К этому времени она уже замужем. Муж — Лев Евгеньевич Якобсон (1904—1966), юрист по образованию (окончил Харьковский институт советского государства и права, учился в Харьковском институте народного образования на социально-историческом отделении), преподаватель ряда московских вузов (Коммунистический университет, Военная академия, истфак МГУ и др.), известный в Москве лектор, знаток XIX в., собиратель книг, специалист по новой истории Запада, доцент. В 1939 г. родился сын Миша. Начинается война и в сентябре 1941 г. А. Т. Николаева вместе с сыном эвакуируется в Уфу, работает там заместителем заведующего партархивом и хранителем фондов в Партархиве ОК ВКП(б) Башкирии. В Москву вернулись в октябре 1943 года. А. Н. Сперанского уже не было в живых (он скончался в ночь 9 января 1943 года от сердечного приступа в здании Историко-архивного института на 52-м году жизни).

### Защита кандидатской диссертации и работа на кафедре вспомогательных исторических дисциплин
Александра Тимофеевна принимает решение — уйти с работы и закончить диссертацию, тематика которой осталась неизменной и далекой от «актуальных» проблем тех лет — «Уставные таможенные грамоты Московского государства XVI—XVII вв. (до 1653 г.)». С января 1946 года по сентябрь 1947 года работала и. о. доцента на кафедре истории партии в Московском энергетическом институте.
В октябре 1946 года Совет Московского городского педагогического института им. В. П. Потёмкина присудил ей учёную степень кандидата исторических наук. Официальными оппонентами на защите выступили известные историки — профессор П. П. Смирнов и тогда ещё доцент Н. В. Устюгов. А в январе 1947 года А. И. Андреев (заведовавший кафедрой вспомогательных исторических дисциплин после А. Н. Сперанского) взял А. Т. Николаеву на работу для занятий по дипломатике. По научному потенциалу кафедра — одна из самых сильных в ИАИ (здесь работают Л. В. Черепнин, Е. А. Василевская, В. К. Яцунский, И. Ф. Колесников). В 1947 году на кафедру приходит А. А. Зимин, в 1948 — М. Н. Черноморский, в 1949 — С. О. Шмидт). И в то же время кафедра — одна из самых «проблемных». А. И. Андреев — «непререкаемый авторитет», но «буржуазный ученый», не марксист, ученик А. С. Лаппо-Данилевского, несмотря на все усилия администрации и парторганизации не отрекающийся от своего учителя и его идей и оказывающий «влияние чуждое нам на других преподавателей».
С развертыванием кампании против низкопоклонства и космополитизма нападки на кафедру учащаются. А. Т. Николаева как молодой коммунист (она вступила в партию в ноябре 1942 г.) и член партбюро попала в колесо партийных разборок и обсуждений. Особенно бурным было закрытое партийное собрание ИАИ, длившееся три дня (12-14 окт. 1948 г.), посвященное итогам известной сессии ВАСХНИЛ. Её выступление в защиту кафедры было квалифицировано как «хладнокровное отношение к нашим идеологическим врагам». В той ситуации она исходит из убеждения, что источниковедение и другие вспомогательные исторические дисциплины необходимо разрабатывать в жестком соответствии с основными теоретическими положениями марксистской теории. После ухода А. И. Андреева и Л. В. Черепнина кадровый состав кафедры был «укреплен» В. И. Самойловым, лекции которого «увязаны с вопросами современности и содержат разоблачения буржуазной идеологии». Самойлов руководил кафедрой более двух лет (1949—1952). Главные усилия кафедры были сосредоточены на разработке программ по источниковедению и создании учебных пособий.
Источниковедение как метод выходило за рамки составных частей курсов различных дисциплин: истории (история и её источники), права (источники права), археологии (вещественные источники), библиографии (библиографическое источниковедение) и др. Вышедшие в 1920—1940-е гг. как известные учебные пособия Г. П. Саара, С. Н. Быковского, М. Н. Тихомирова, С. А. Никитина, так и остающиеся до сих пор малоизвестными, как например, лекции учителя А. Н. Сперанского И. П. Козловского не могли удовлетворить всех потребностей ни исторической науки, ни преподавания, ни практики работы с архивными документами, с массовой ретроспективной информацией. В течение нескольких лет на кафедре велись дискуссии о принципах разработки программ, а, следовательно, и лекционного курса, в которых принимали участие М. Н. Тихомиров, Л. В. Черепнин, А. А. Новосельский, В. К. Яцунский. Важная и нужная работа проходила под идеологическим прессом, административным давлением и попытками упразднить ненужные «дополнительные» дисциплины, в число которых попала и дипломатика.

### Заведование кафедрой вспомогательных исторических дисциплин
Следующий период жизни А. Т. Николаевой (с 1952—1960 гг.) связан с должностью заведующей кафедры, где ей приходилось защищать позицию ученых кафедры перед партийными структурами и администрацией. Во многом благодаря её самоотверженным усилиям кафедра осталась в составе ИАИ как структурное подразделение. В том же 1952 г. администрация решила перевести курсы вспомогательных исторических дисциплин в число факультативных. Александре Тимофеевне пришлось обращаться в Министерство высшего образования, Институт истории АН СССР. Ей как заведующему кафедрой надо было думать не только о развитии научных направлений аспирантуры, учебных пособиях, но и решать организационные вопросы. Приходилось отбиваться от обвинений, что кафедра не перестраивается в духе решений XX съезда КПСС, игнорирует политико-воспитательную работу, проводит феодально-буржуазную идеологию. На кафедре была одна из самых высоких в ИАИ аудиторных нагрузок, помимо заседаний кафедры необходимо присутствовать на заседаниях партячейки, партбюро, партсобраниях, профкоме, собраниях со студентами, участвовать в демонстрациях, проводить политико-воспитательную работу в качестве лекторов/консультантов в различных учреждениях и организациях.
В 1954 г. проект программы курса «Источниковедение истории СССР» санкционированный МВО СССР, был опубликован, став первой в стране программой, которой пользовались истфаки вузов. На кафедре шла работа по подготовке учебных пособий по всем дисциплинам кафедры. Они выходили отдельными книжечками по отдельным видам источников с особым вниманием к методике работы с ними.
А. Т. Николаева, ранее планировавшая подготовить докторскую диссертацию «Крестьяне южных уездов во второй половине XVII в.», обращается к истории развития источниковедения в России в XVIII в. Одновременно на кафедре разрабатываются проблемы (она принимает в этом активное участие) теоретического источниковедения. В 1957 г. прошло знаменитое совещание «О научной критике исторических источников», была издана лекция А. Ц. Мерзона «Основные задачи критики исторических источников». Отчет об этом совещании А. Т. Николаева публикует в «Историческом архиве» (1957. № 5).
А. Т. Николаева являлась автором и редактором программ по вспомогательным историческим дисциплинам и источниковедению. Ею был подготовлен целый ряд учебных пособий, программ курсов и лекций.

### Работа над докторской диссертацией и последние годы жизни
Конец 1950-х гг. был очень тяжёлым для Александры Тимофеевны, трагедия, произошедшая с сыном, не нашла необходимого человеческого понимания у многих её коллег. В 1960 г. она уходит с заведования кафедрой. Она усиленно работает над докторской диссертацией (первый вариант представлен на кафедру в 1963 г.). Читает курсы палеографии и источниковедения, ведет практические занятия, семинары, спецсеминары («Источники к социально-политической истории дореволюционной России», «Основные этапы развития отечественного источниковедения XVIII—XX вв.», «Источниковедческие школы советских историков» и др.). В 1966 г. умер муж Лев Евгеньевич, позднее эмигрировал сын, которого она увидела только через 16 лет, за несколько месяцев до смерти.
В 1968 г. она защитила докторскую диссертацию «Русское источниковедение XVIII в.», в которой развернула картину становления научного источниковедения в России в XVIII в. в трудах В. Н. Татищева, М. В. Ломоносова, Г. Ф. Миллера, М. М. Щербатова, И. Н. Болтина, Н. И. Новикова, И. И. Голикова, П. И. Рычкова, В. В. Крестинина, А. Л. Шлецера.
В своих отзывах официальные оппоненты — крупные историки Л. Г. Бескровный, А. А. Зимин, Н. И. Павленко — отмечали значимость работы, не имевшей предшественников, филигранность анализа, его конкретно-историческую полноту, высокое источниковедческое мастерство автора, рассмотревшего русскую историю источниковедения «не в статике, а в динамике» . Но и эта работа А. Т. Николаевой полностью не опубликована. Экземпляр её докторской диссертации с отзывами оппонентов хранится в её личном фонде . В фонде из 144 дел фонда — около 100 дел — рукописи её трудов, статьи, доклады, отзывы, рецензии. Среди них планы и проспекты неосуществленных проектов — «Очерков по русским источникам XVIII в.», коллективного учебного пособия в 2 книгах по «Теории и методике советского источниковедения», альбомы по палеографии, тексты докладов, в том числе и коллективного доклада для Ученого совета о дипломатике, о структуре лекционных курсов по источниковедению, о методике проведения семинарских занятий и др.
Ещё в 1950-е гг. А. Т. Николаева стала заниматься историей кафедры, написав «Краткий очерк развития кафедры вспомогательных исторических дисциплин»; под её руководством защищены две дипломных работы по истории кафедры Н. Л. Карповой, В. И. Мосиной. В 1980 г. она написала «Историю кафедры вспомогательных исторических дисциплин», посвятив её своему учителю А. Н. Сперанскому.
А. Т. Николаева работала на кафедре до 1984 г. С 1985 г. из-за перелома верхней части бедра она из дома не выходила. До самых последних дней сохраняла ясность мысли, была в курсе кафедральных дел, помогала своими советами по лекционным курсам. Умерла А. Т. Николаева 25 мая 1988 года в г. Москве.
Многолетний и плодотворный труд А. Т. Николаевой был отмечен рядом почетных грамот и благодарностей по Главному архивному управлению при Совете Министров СССР, Главному управлению университетов, экономических и юридических вузов Министерства высшего и среднего специального образования РСФСР и др.
А. Т. Николаева была выдающимся учёным, исследователем, полностью отдавала себя науке, работе на кафедре. По её пособиям и учебным программам училось несколько поколений советских историков.

## Основные работы

### Учебные пособия
По источниковедению
- Краткий очерк развития источниковедения в XVIII в. М.: МГИАИ, 1962.
- Вопросы историографии русского источниковедения XVIII—XX вв. М.: МГИАИ, 1970.
- Теория и методика советского источниковедения: М.: МГИАИ, 1975.
- Основные этапы развития отечественного источниковедения XVIII—XX веков. М.: МГИАИ, 1976.
- Теория и методика источниковедения истории СССР. М.: МГИАИ, 1988.

По палеографии
- Русская палеография: (конспект курса). М.: МГИАИ, 1956.
- Русская скоропись XVI—XVIII вв. М.: МГИАИ, 1959.
- Русская скоропись XV—XVIII вв. М.: МГИАИ, 1974.
- Русская палеография. М.: МГИАИ, 1980.

### Программы курсов
По палеографии
- Программа курса «Русская палеография» — М.: Б. и., 1950.

По метрологии
- Программа курса «Русская метрология». — М.: Б. и., 1951.

По хронологии
- Программа курса «Русская хронология». — М.: Б. и., 1951.

По источниковедению
- Программа курса «Источниковедение истории СССР (для МГИАИ): проект». — М.: Б. и., 1954.
- Программа курса «Источниковедение истории СССР». — М.: Б. и., 1957.
- Программа курса «Источниковедение истории СССР (для МГИАИ)». — М.: Б. и., 1963.
- Программа курса «Источниковедение истории СССР». — М.: Б. и., 1975.
- Программа курса «Источниковедение истории СССР». — М.: Б. и., 1983.

По вспомогательным историческим дисциплинам
- Вспомогательные исторические дисциплины: программа курса для МГИАИ- М: Б. и., 1962.
- Программа курса по вспомогательным историческим дисциплинам: (для ист. фак. гос. ун-тов): проект. — М.: МГУ, 1968.
- Программа курса «Вспомогательные исторические дисциплины» для специальности 2009 — архивоведение (исторические архивы). — М.: Б. и., 1971.
- Программа курса «Вспомогательные исторические дисциплины»: для ист. фак. гос. ун-тов: специальность — история. М.: МГУ, 1977.
- Программа курса «Вспомогательные исторические дисциплины» : для гос. ун-тов: специальность 2008 — история : программа подгот. каф. вспомогат. ист. дисциплин Моск. гос. ист.-арх. ин-та.- М.: Изд-во МГУ, 1981.
- Программа курса «Вспомогательные исторические дисциплины»: для гос. ун-тов: специальность 2008 — история : программа подгот. каф. вспомогат. ист. дисциплин Моск. гос. ист.-арх. ин-та — М.: МГУ, 1987.
- Вспомогательные исторические дисциплины: программа курса: специальность 2009 — историко-архивоведение — М.: Б. и., 1988.